# Reprezentacja Holandii w hokeju na trawie mężczyzn
Reprezentacja Holandii w hokeju na trawie mężczyzn jest jednym z najsilniejszych zespołów na świecie. Zdobyła w swej historii trzy złote medale Igrzysk Olimpijskich (1996, 2000, 2024), trzy złote medale Mistrzostw świata (1973, 1990, 1998), siedem złotych medali Mistrzostw Europy (1983, 1987, 2007, 2015, 2017, 2021, 2023)  oraz jeden złoty medal Halowych mistrzostw świata (2015).
Reprezentacja Holandii także ośmiokrotnie zwyciężała w zawodach Champions Trophy (1981, 1982, 1996, 1998, 2000, 2002, 2003, 2006).

## Osiągnięcia

### Igrzyska olimpijskie
- 2. miejsce – 1928
- 3. miejsce – 1936
- 3. miejsce – 1948
- 2. miejsce – 1952
- 9. miejsce – 1960
- 8. miejsce – 1964
- 5. miejsce – 1968
- 4. miejsce – 1972
- 4. miejsce – 1976
- nie wystąpiła – 1980
- 6. miejsce – 1984
- 3. miejsce – 1988
- 4. miejsce – 1992
- 1. miejsce – 1996
- 1. miejsce – 2000
- 2. miejsce – 2004
- 4. miejsce – 2008
- 2. miejsce – 2012
- 4. miejsce – 2016
- 6. miejsce - 2020
- 1. miejsce – 2024

### Mistrzostwa świata
- 6. miejsce – 1971
- 1. miejsce – 1973
- 9. miejsce – 1975
- 2. miejsce – 1978
- 4. miejsce – 1982
- 7. miejsce – 1986
- 1. miejsce – 1990
- 2. miejsce – 1994
- 1. miejsce – 1998
- 3. miejsce – 2002
- 7. miejsce – 2006
- 3. miejsce – 2010
- 2. miejsce – 2014
- 2. miejsce – 2018
- 3. miejsce – 2023

### Mistrzostwa Europy
- 2. miejsce – 1970
- 3. miejsce – 1974
- 2. miejsce – 1978
- 1. miejsce – 1983
- 1. miejsce – 1987
- 2. miejsce – 1991
- 2. miejsce – 1995
- 2. miejsce – 1999
- 4. miejsce – 2003
- 2. miejsce – 2005
- 1. miejsce – 2007
- 3. miejsce – 2009
- 2. miejsce – 2011
- 3. miejsce – 2013
- 1. miejsce – 2015
- 1. miejsce – 2017
- 3. miejsce – 2019
- 1. miejsce – 2021
- 1. miejsce – 2023
- 2. miejsce – 2025

### Halowe mistrzostwa świata
- 5. miejsce – 2003
- nie wystąpiła – 2007
- 5. miejsce – 2011
- 1. miejsce – 2015
- nie wystąpiła – 2018
- 2. miejsce – 2023
- nie wystąpiła – 2025